# Lesão traumática do plexo braquial
Lesão traumática do plexo braquial são lesões que causam danos aos nervos do plexo braquial, e estas lesões podem surgir de várias causas, como acidentes de trânsito, principalmente envolvendo motocicletas, e esportes de contato. Essas lesões traumáticas possuem maior ocorrência em adultos, homens e jovens, moradores de regiões urbanas e trabalhadores braçais. São frequentemente ocasionadas por acidentes de moto, associadas com politraumas, com lesão total do plexo, neurotmese ou axonotmese.

## Ocorrência

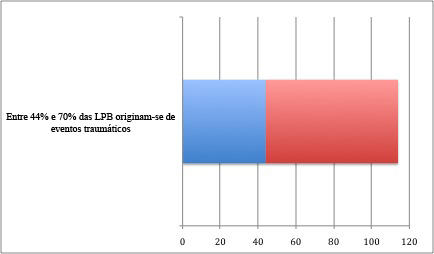
Evento traumático de lesão do plexo braquial

Lesões do plexo braquial ocorrem entre 44% a 70% com lesões traumáticas, como acidentes de moto, atividades esportivas, ou mesmo nos locais de trabalho, sendo 22% os ferimentos em motocicletas e cerca de 4,2% tendo danos no plexo. Pessoas que têm acidentes com motocicletas e snowmobiles têm maiores riscos de terem lesões do plexo braquial. Podem ocorrer também com outros tipos de veículos. Ferimentos causados por um golpe direto para o lado lateral da escápula também são possíveis. A gravidade das lesões nervosas pode variar desde um estiramento suave até a raiz nervosa rasgar a partir da medula espinhal (avulsão). "O plexo braquial pode ser prejudicado por quedas de altura para o lado da cabeça e ombro, em que os nervos do plexo são violentamente esticados. O plexo braquial pode também ser ferido por violência direta ou arma de fogo, por tração violenta no braço, ou por esforços para reduzir uma luxação da articulação do ombro.

## História
As primeiras narrações de lesões traumáticas do plexo braquial (LTPB) são datadas de épocas de grandes guerras, lesões que seriam abertas por objetos cortantes sobre o ombro, que causavam a perda do movimento do membro superior. Na Ilíada de Homero (século IX a.C. – Guerra de Tróia) foi identificado o primeiro relato de LTPB. Porém, as postagens científicas apenas iniciaram-se no século XIX, ao longo da guerra civil americana, e mais tarde, no século XX, quando as lesões fechadas prevaleceram, devido a explosões e acidentes com armas de fogo, que causavam grandes traumas.